# マリア・ピア・デ・サボイア
マリア・ピア・デ・サボイア （ポルトガル語: Maria Pia de Sabóia, 1847年2月14日 - 1911年7月5日）は、ポルトガル国王ルイス1世の王妃。
統一イタリアの初代国王であったヴィットーリオ・エマヌエーレ2世とその妃のオーストリア大公女マリーア・アデライデの娘。姉マリーア・クロティルデは、ナポレオン公ナポレオン・ジョゼフ・ボナパルトの妻。長兄がウンベルト1世、次兄はスペイン王アマデオ1世となったアオスタ公アメデーオ。
イタリア語名は、マリーア・ピア・ディ・サヴォイア（Maria Pia di Savoia）。

## 生涯

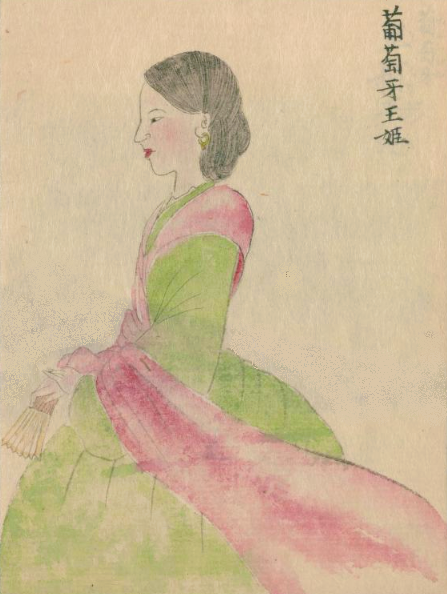
マリア・ピア・デ・サボイア 開市開港延期交渉使節（1862）漢方医高嶋祐啓画

当時サルデーニャ王だったヴィットーリオ・エマヌエーレ2世とその妃マリーア・アデライデの末子としてトリノで生まれた。
1862年10月6日にルイス1世と結婚。マリア・ピアは贅沢好きな王妃とみなされていたが、ポルトガル国民の支援のために多くの慈善活動も行っていた。思いやりと気前の良さで「慈愛の王妃」、「貧者の母」とも言われた。しかし1865年の仮面舞踏会では3回衣装を着替えるなどしている。議会では王妃の出費について取り上げられたが、マリア・ピアは「王妃が必要なら、支払わなければならない出費です」と答えた。
マリア・ピアは政治に関与することはなかったが、1870年にサルダーニャ公ジョアンとの言い争いで、「私が王なら、あなたを射殺する！」と発言した。
夫のルイス1世は1889年10月19日に死去して長男カルロス1世が即位し、マリア・ピアは王太后になった。彼女は非常に活発なままで、宮廷では相変わらず重きを成しながら慈善活動を続け、カルロス1世の不在時には摂政として働いた。しかし1908年2月1日にカルロス1世と孫の王太子ルイス・フィリペが暗殺されたのをきっかけに、精神が不安定な状態になり、その後もう一人の孫マヌエル2世が即位しても次第に外には出なくなっていった。
マリア・ピアは、1910年10月5日革命の際に亡命し、マヌエル2世が亡命したイギリスには行かず、母国のイタリアに戻って1911年7月5日に死亡した。一族の多くが眠るトリノのサヴォイア家の墓に葬られた。

## 子女
1862年10月6日にルイス1世と結婚し、2子が生まれた。
- カルロス1世（1863年 - 1908年） - ポルトガル王
- アフォンソ（英語版）（1865年 - 1920年） - ポルト公